# Cyclea bicristata
Cyclea bicristata là một loài thực vật có hoa trong họ Biển bức cát. Loài này được (Griff.) Diels mô tả khoa học đầu tiên năm 1910.